# Anthophora lydia
Anthophora lydia là một loài Hymenoptera trong họ Apidae. Loài này được Tkalcu mô tả khoa học năm 1994.